# Любивый, Евгений Дмитриевич
Евге́ний Дми́триевич Люби́вый (род. 3 апреля 1974, Алексеевка, Белгородская область) — российский политик, врач, доктор медицинских наук, глава городского округа «Калининград» (2021—2023).

## Биография
В 1997 году окончил РГМУ им. Н. И. Пирогова по специальности «Лечебное дело».
С 2017 года работал главным врачом городской клинической больницы скорой медицинской помощи.
С 2018 года — главный внештатный специалист — хирург Министерства здравоохранения Калининградской области, координатор проекта «Здоровое будущее» от партии «Единая Россия» в регионе.
19 сентября 2021 года избран депутатом городского Совета депутатов Калининграда по избирательному округу № 13.
8 октября 2021 года был избран главой городского округа «Город Калининград».
22 марта 2023 года Любивый написал заявление об отставке с поста мэра по собственному желанию. Одной из причиной стало то, что Бастрыкин поручил возбудить уголовное дело из-за «нерасселения» сгоревшего дома на Артиллерийской. Сам Любивый объяснил свою отставку тем, что медицина ему ближе, чем политика, и на своем рабочем месте он принесет больше пользы. Бывший мэр намерен вновь занять должность главврача больницы скорой помощи.